# Xispia
Xispia is een geslacht van vlinders van de familie dikkopjes (Hesperiidae), uit de onderfamilie Pyrginae.

## Soorten
- X. quadrata (Mabille, 1889)
- X. satyrus (Jörgensen, 1935)